# Cursos Monogràfics d'Alts Estudis i d'Intercanvi
Els Cursos Monogràfics d'Alts Estudis i d'Intercanvi van ser un projecte d'ensenyament avançat, engegat per la Mancomunitat de Catalunya, amb la finalitat de posar en contacte els estudiosos catalans amb els científics més prestigiosos del món.
Van ser organitzats conjuntament per l'Institut d'Estudis Catalans i el Consell de Pedagogia de la Diputació de Barcelona. El programa es va iniciar el 1914, però l'esclat de la Primera Guerra Mundial va impedir un gran nombre d'intercanvis en els primers anys. Sota els seus auspicis, van visitar Barcelona Béla Szilárd (1916 i 1917), Hermann Weyl (1920), Tullio Levi-Civita (1921), Jacques Hadamard (1921), Arnold Sommerfeld (1922), Béla Kerékjártó (1923) i, sobre tot, Albert Einstein (1923). El programa es va veure trencat el 1923, amb el cop d'estat de Primo de Rivera. També van ser invitats científics espanyols com Julio Rey Pastor (1915) o Julio Palacios Martínez.
Els cursos eren proposats i coordinats per un membre de cada secció de l'Institut: August Pi i Sunyer per la biologia i la medicina, Eugeni d'Ors per la filosofia i les ciències socials i Esteve Terrades per les matemàtiques i la física.